# Свято-Вознесенський собор (Павлоград)
Свято-Вознесенський собор — храм Павлоградського благочиння Дніпропетровська єпархія УПЦ (МП) що розташоване у місті Павлоград Дніпропетровської області.
Адреса храму: Дніпропетровська область, місто Павлоград, Соборна площа.

## Архітектура
Свято-Вознесенський собор зведено на центральній Соборній площі Павлограду. Трьохпрестольний собор з кам'яної триярусною дзвіницею, який велично височів над Павлоградом 19 сторіччя. Білий з зеленими куполами.
Дзвін собору розносився на 30 кілометрів.

## Історія
У самому центрі Павлограда в 1845 році на пожертвування мешканців було зведено величний Свято-Вознесенський собор.
У храмі 3 престоли:
- головний престол — в пам'ять Вознесіння Господнього,
- південний престол — на честь Покрова Божої матері,
- північний престол — на честь святих апостолів Петра і Павла.

У 1935 році з Вознесенського Собору Павлограда зняли дзвони, розграбували церковне майно.
20 березня 1936 року Свято-Вознесенський Собор Павлограда було підірвано радянською комуністичною владою.
У 1998 році на місці підірваного Свято-Вознесенського собору було встановлений пам'ятний хрест, а 20 січня 2005 року — урочисто освятили місце під будівництво нового храму — пам'ятника загиблим шахтарям й всім хто загинув на виробництвах Західного Донбасу.